# Sitticus dyali
Sitticus dyali är en spindelart som beskrevs av Roewer 1951. Sitticus dyali ingår i släktet Sitticus och familjen hoppspindlar. Inga underarter finns listade i Catalogue of Life.